# 신검전설
신검전설(중국어: 刀见笑)은 2010년 공개된 중국의 코미디 영화이다.
이 영화는 우얼산 감독의 장편 데뷔작이다. 토론토 국제 영화제에서 초연되어 엇갈린 평가를 받았다.

## 줄거리
영화는 세 가지 얽힌 이야기로 구성되어 있다. 첫 번째 이야기는 '욕망'을 주제로 한다. 고대 중국의 외딴 지역에서 정육점 주인인 초퍼는 매담 메이를 사랑하지만, 그녀를 먼저 차지한 검객 빅 비어드에게 모욕을 당한다. 자살하려던 초퍼는 놀라운 품질의 칼을 가진 거지에게 구출되고, 그 칼이 살인용이 아니라는 경고에도 불구하고 칼을 훔쳐 복수를 계획한다.
두 번째 이야기 '복수'는 거지와 칼에 얽힌 이야기이다. 뛰어난 요리사인 마스터 셰프는 한 달 후 지역을 방문할 강력한 환관 류를 위해 8가지 코스 요리를 준비하라는 지시를 받는다. 환관은 미식가로, 입맛에 맞지 않으면 요리사를 처형하는 것으로 악명이 높다. 자신의 레시피를 지키기 위해 마스터 셰프는 벙어리 제자를 후계자로 선택하고 요리의 비법을 전수한다. 마지막 요리의 핵심이 특별한 칼로 생선을 손질하는 데 있다는 것을 밝히자, 제자는 칼에 대한 다른 계획을 갖고 함정을 파기 시작한다. 독이 든 요리를 맛본 후 음모를 눈치챈 마스터 셰프는 칼의 기원을 밝힌다.
세 번째 이야기 '탐욕'은 마스터 셰프와 관련된 이야기이다. 검객 두구 청은 패배한 챔피언들의 무기를 녹여 만든 검은 쇠덩이를 가지고 온다. 그의 아버지 세대에는 평화를 되찾기 위해 수많은 무도가들을 물리쳤고, 쇠덩이를 무덤까지 가져갔다. 두구 청은 새로운 챔피언이 되기 위해 뚱뚱보 탕에게 쇠덩이로 칼을 만들도록 강요하고, 그 칼을 들고 찾아온 다른 무도가들과 맞서 싸우게 된다. 그러나 전투 중에 두구 청은 모든 것이 보이는 대로가 아님을 깨닫는다.

## 출연

### 주연
- 장우기
- 안도 마사노부
- 여위국

### 조연
- 고뢰
- 닝하오
- 웅흔흔
- 류화
- 서충
- 유본창

## 기타
- 각색: 장자자
- 각색: 탕췌
- 각색: 마뤄산
- 각색: 우얼산
- 각색: 탕시루
- 의상: 하오이
- 예술감독: 하오이